# Заузимање Доњецка
Заузимање Доњецка је резултат ескалације Проруских протеста у Украјини 2014. чиме су започели оружани сукоби у Донбасу.

## Позадина
Крајем новембра 2013. у Украјини су почели масовни протести изазвани одбијањем владе Миколе Азарова да потпише споразум о придруживању са Европском унијом. Украјински председник Виктор Јанукович је 21. фебруара 2014. потписао споразум са опозицијом о решавању кризе у Украјини. Истог дана Јанукович је напустио Кијев. Сутрадан је Врховна рада, у којој су бивша опозиција и поједини посланици из других фракција чинили антипредседничку већину, усвојила резолуцију у којој се наводи да се Јанукович „неуставно повукао из вршења уставних овлашћења“ и да не испуњава његове дужности. Рада је новом председнику Александру Турчинову поверила дужност председника Украјине, а заказала је и ванредне председничке изборе за 25. мај 2014. године.
Под утицајем догађаја на Криму, где је покренут процес отцепљења од Украјине и присаједињења Русији, почели су протести у југоисточним регионима Украјине против новог руководства земље. Демонстранти су одбили да признају нове украјинске власти, залагали су се за федерализацију Украјине и противили се новим гувернерима, чије се именовање сматрало нелегитимним, изабраним „народним лидерима“ својих региона.

### Протести на Истоку Украјине
У Доњецку су демонстранти изабрали за себе „народног гувернера“ – команданта „Народне милиције Донбаса“ Павла Губарева.
1. марта, на ванредној седници Градског већа Доњецка, посланици су одлучили да подрже иницијативе локалног становништва, изражене на митинзима у Доњецку, и предложили да регионални савет одмах одржи референдум „о будућности Донбаса“. Градско веће је такође одлучило да руски језик сматра званичним на нивоу украјинског и да захтева од посланика Доњецког регионалног савета да донесу одговарајуће одлуке. Одлучено је да се Русија сматра стратешким партнером Донбаса. „Да би се обезбедио мир грађана на територији Доњецка и заштитили од могућих агресивних манифестација радикалних националистичких снага“, одлучено је да се створи општинска полиција, а „до легитимитета закона које је усвојила Врховна Рада Украјине је разјашњено и новим државним органима се признаје пуна одговорност за животно одржавање територија које се поверавају органима локалне самоуправе“.
Ујутро 5. марта, полиција Доњецка је протерала демонстранте из просторија регионалне администрације под изговором наводно постављене бомбе. Истог дана у 16 часова, проруски активисти, чији се број у извештавању различитих медија кретао од 1 до 15 хиљада, који су се окупили на митингу испред регионалне администрације, поново су заузели зграду Доњецке регионалне управе. Савета, у коме се налази и регионална државна управа, као и зграде Државног трезора и ТРК Донбас.
Службеници СБУ су 6. марта притворили Павела Губарева на основу судске одлуке у отвореном кривичном поступку по члановима „Повреда територијалног интегритета Украјине“, „Радње усмерене на насилну промену или рушење уставног поретка“ и „Одузимање државне или јавне зграде или структуре”.
Масовни протести у региону Доњецка настављени су током марта. Одељење Министарства унутрашњих послова за Доњецку област је 4. априла известило да је током претходног месеца у региону одржано око 200 акција у којима је учествовало више од 130 хиљада људи. Против учесника скупова покренуто је 46 кривичних поступака по основу „прекршаја учињених у току скупова“, који потпадају под чл. Кривичног законика о масовним нередима, хулиганству, групном нарушавању јавног реда и мира, одузимању државних или јавних објеката или структуре, ометање професионалне делатности новинара, насиље над службеницима за спровођење закона, итд.

## Почетак сукоба

### Преузимање државних институција
Његови учесници су 6. априла, после још једног протестног митинга, заузели зграду регионалне државне администрације, над њом подигли руску заставу и захтевали хитно сазивање ванредне седнице Доњецког обласног савета на којој би се одлучило о одржавању референдума о прикључењу Русији. Испред зграде је подигнута барикада од аутомобилских гума у људски раст, улаз у зграду је био ограђен бодљикавом жицом.
Учесници антивладине акције су 7. априла, не чекајући сазивање седнице регионалног савета, усвојили Декларацију о суверенитету Доњецке Народне Републике (Акт о Декларацији о државној независности Доњецке Народне Републике). У усвојеном документу је прокламовано: „Народ Доњецке Народне Републике има искључиво право поседовања земље, њеног подземља, ваздушног простора, воде и других природних ресурса. Република самостално утврђује свој економски статус, формира сопствени државни буџет. Декларација важи од тренутка доношења и представља основу за доношење Устава Доњецке Народне Републике.
Демонстранти су формирали своје тело – Доњецко републиканско Народно веће, које је одлучило да се референдум о самоопредељењу ДНР одржи најкасније 11. маја 2014. године, док је наведено да је овај датум договорен са Луганском и Харковском области.
Истог дана и о томе, председник Украјине Турчинов је у свом телевизијском обраћању изјавио да ће власти земље спровести „антитерористичке мере“ против људи који су узели оружје у руке административних институција у Луганску, Доњецку и Харкову.
Народно веће је 8. априла почело да формира привремену народну владу. На седници Народног већа, између осталог, саопштено је да нова украјинска влада није призната, да су разрешени сви челници агенција за спровођење закона региона које је она именовала и гувернер Сергеј Тарута, као и да је референдум о самоопредељењу Донбаса било је заказано за 11. мај.
Председавајући привремене владе ДНР Денис Пушилин је 10. априла најавио почетак формирања сопствене народне армије „за заштиту народа и територијалног интегритета републике“. Њен први командант био је Игор Хакимзјанов; предложено је придруживање народној војсци бившим и садашњим официрима и активистима снага самоодбране које су створили демонстранти.
У ноћи између 11. и 12. априла група наоружаних активиста на челу са Игором Стрелковим прешла је украјинску границу</ref>. Ујутро 12. априла, група Стрелкова заузела је стратешки важну тачку – град Славјанск, који је од тог дана постао центар сукоба побуњеника и владиних трупа у Доњецкој области.
У суботу, 12. априла, подршка ДНР проглашеној у Доњецку пријављена је из Славјанска, Мариупоља, Јенакијева, Краматорска и низа малих градова у региону. Присталице федерализације Украјине деловале су по једном сценарију, преузимајући контролу над органима градске (окружне) власти и полицијским станицама и око њих подизајући барикаде од гума, џакова песка и бодљикаве жице. Над освојеним објектима су се вијориле црно-плаво-црвене заставе Доњецке Републике и заставе Русије. Нападачи готово да нису наишли на одбијање органа за провођење закона: неки од полицајаца су прешли на њихову страну, остали су отишли кућама. Ситуација је почела да измиче контроли украјинских власти.
12. априла у Славјанск је стигао оружани одред под командом Игора Стрелкова, уједињен са локалним народним одредом. Његовом појавом овде формиран је један од чворова будуће конфронтације са централним властима. Већ следећег дана проливена је прва крв на контролним пунктовима постављеним око Славјанска: убијени су официр СБУ и побуњеник из Донбаса. Касније је СБУ окривила за смрт свог официра „руску извиђачко-диверзантску групу под командом официра специјалних снага ГРУ Руске Федерације“ Игора Стрелкова.
Александар Турчинов није улазио у преговоре са представницима ДНР. Уместо тога, 13. априла в.д Председник Украјине је у телевизијском обраћању рекао да је у вези са догађајима на истоку земље Савет за националну безбедност и одбрану Украјине одлучио да покрене антитерористичку операцију великих размера у којој учествују оружане снаге.

### Антитерористичка операција и ескалација у рат
Савет за националну безбедност и одбрану Украјине саопштио је 13. априла одлуку о покретању антитерористичке операције (АТО) на истоку Украјине уз учешће оружаних снага. У својој видео поруци народу Украјине и. О томе. Председник Олександар Турчинов је изјавио:
Учинили смо све да избегнемо људске жртве. Али спремни смо да оружјем у руци одбијемо све покушаје инвазије, дестабилизације и терористичких акција. Савет за националну безбедност и одбрану одлучио је да покрене антитерористичку операцију великих размера у којој учествују Оружане снаге Украјине. Нећемо дозволити Русији да понови кримски сценарио у источном региону Украјине.
Истовремено је напоменуо да неће бити кажњени они који положе оружје и напусте заузете просторије пре 14. априла ујутру. Сутрадан, 14. априла, Олександар Турчинов је својим указом ставио на снагу одлуку Савета за националну безбедност и одбрану о спровођењу антитерористичке операције. Турчинов је лично водио штаб за специјалну операцију, контрола над спровођењем одлуке Савета за националну безбедност и одбрану поверена је секретару Савета за националну безбедност и одбрану Андрију Парубију, а директно спровођење је поверено првом заменику шефа СБУ Василију Крутову. Турчинов је лично водио штаб за специјалну операцију, контрола над спровођењем одлуке Савета за националну безбедност и одбрану поверена је секретару Савета за националну безбедност и одбрану Андреју Парубију, а директно спровођење је поверено првом заменику шефа СБУ Васил Крутов.
Парубиј је 15. априла известио да је „први батаљон Националне гарде, формиран од добровољаца Самоодбране Мајдана, отишао на линију фронта“.
Присталице ДНР су 18. априла подигле њену заставу на аеродрому у Доњецку.
Доњецка регионална државна телевизијска компанија је 27. априла прешла под контролу присталица ДНР. У зграду је унета додатна опрема за телевизијско емитовање ДНР, а обновљен је и рад руских ТВ канала.
У Доњецку је 28. априла одржан митинг присталица територијалног интегритета Украјине „Доњецк је Украјина“. Током марша који је уследио, демонстранте су напали проруски активисти. Последично су било какве акције под украјинским заставама постале немогуће због застрашивања и физичког насиља од стране присталица ДНР.
Олександр Турчинов је 30. априла признао да су украјинске власти изгубиле контролу над Доњецком и делом Доњецке области.

## Последице
Петро Порошенко је 30. априла 2018. објавио завршетак антитерористичке операције у Донбасу и почетак Операције здружених снага (ЈФО) у региону: „Завршава се антитерористичка операција великих размера на територији Доњецке и Луганске области. Сада почињемо војну операцију коју предводе Оружане снаге Украјине да би се обезбедила заштита територијалног интегритета“.
Порошенко је 26. новембра 2018. године након инцидент у Керчком мореузу потписао указ о увођењу ванредног стања у низу региона Украјине (укључујући Доњецку и Луганску област) на период од 30 дана.